# Озинки
Ози́нки  — селище міського типу (з 1940) в Росії, муніципальне утворення у складі Озинського району Саратовської області.
Населення — 9087 осіб.

## Географія
Селище розташоване на берегах річки Велика Чаликла (басейн Великого Іргиза).
В селищі розташований автомобільний міжнародний пункт пропуску через кордон (в Казахстан), що пропускає громадян усіх країн світу. Анісівка — Озинки, а також залізничний пункт пропуску.

## Історія
Хутір Озинський заснований в 1873 році.
У 1928 році село Озинки стає центром Озинського району у складі Пугачовського округу Нижньо-Волзького краю (з 1936 року — в складі Саратовської області).
Статус селища міського типу — з 1940 року.
В околицях селища знаходиться військовий аеродром Озинки, залишений в 1998 році.